# Comunità montana Valle Cervo
La Comunità montana Valle Cervo era una comunità montana della regione Piemonte.

## Geografia fisica

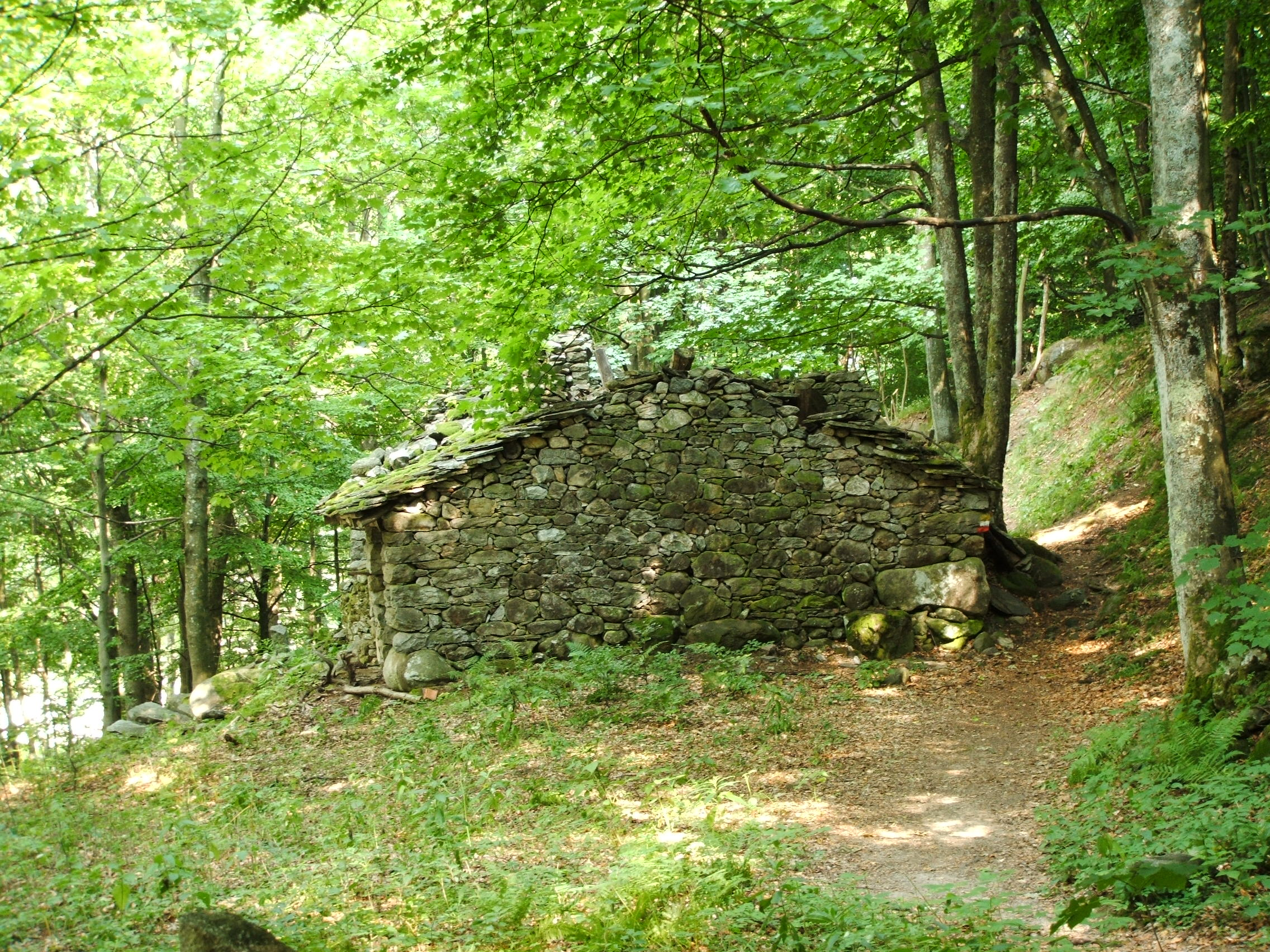
Una tipica costruzione di montagna in una radura boscosa sopra Piedicavallo

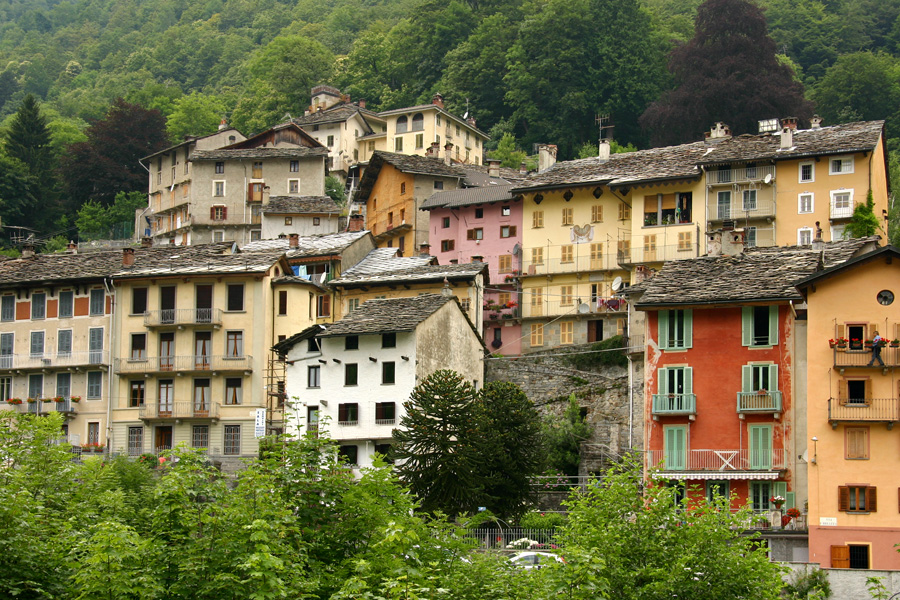
Le case di Rosazza

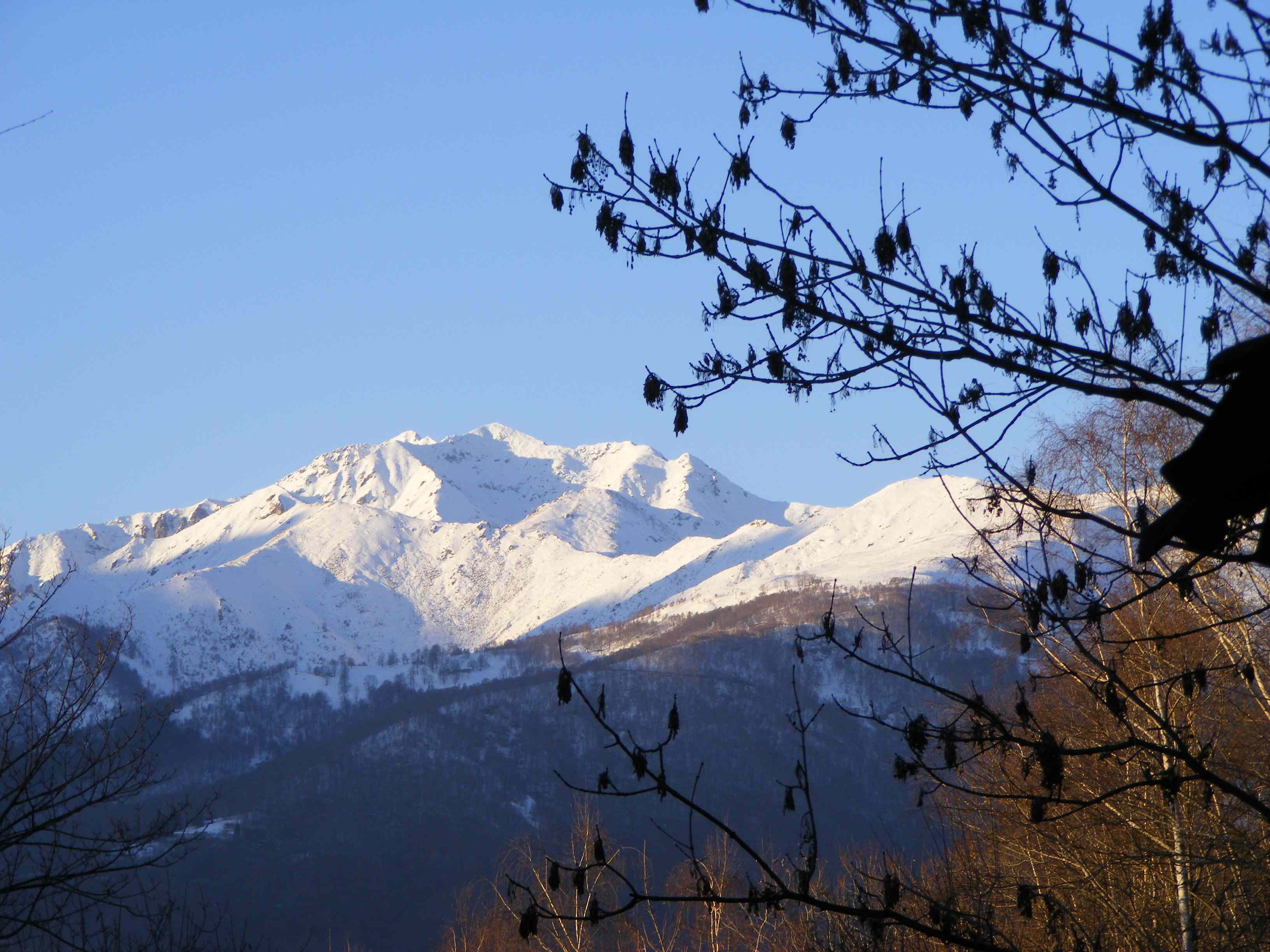
La Cima di Bo, il punto più alto della vallata

La comunità montana si sviluppava nella Valle Cervo (la cosiddetta Bürsch), nel territorio della provincia di Biella.
Comprendeva la Valle Cervo a monte della città di Biella e si estendeva inoltre ai comuni di Zumaglia, Ronco Biellese e Ternengo (situati nel bacino dello Strona di Mosso) e di Pralungo (in parte compreso nel bacino dell'Oropa).
Il suo territorio includeva i comuni di:
- Andorno Micca
- Campiglia Cervo
- Miagliano
- Piedicavallo
- Pralungo
- Quittengo
- Ronco Biellese
- Rosazza
- Sagliano Micca
- San Paolo Cervo
- Tavigliano
- Ternengo
- Tollegno
- Zumaglia

## Storia
La comunità montana fu formata dall'accorpamento di due preesistenti comunità montane denominate Alta Valle Cervo e Bassa Valle Cervo, entrambe fondate nel 1973. Della prima facevano parte i comuni di Quittengo,  Piedicavallo, Rosazza, Campiglia Cervo e San Paolo Cervo, mentre alla seconda appartenevano gli altri comuni inclusi nella comunità montana.
L'ente è stato soppresso, insieme alle altre comunità montane del Piemonte, con la Legge regionale 28 settembre 2012, n. 11.